# Numero di controllo
Il numero di controllo è una forma di controllo di ridondanza usato per il rilevamento dell'errore, ovvero l'equivalente decimale di una somma di controllo (checksum) binaria. Esso consiste di un numero (un carattere o una cifra) elaborato dalla stringa di codice da verificare, che può essere sia numerica che alfanumerica. 
Gli algoritmi del numero di controllo sono generalmente progettati anche per far fronte agli errori di digitazione degli operatori umani. Possono essere rilevati errori semplici nell'inserimento di una serie di cifre, come anche una singola cifra mal digitata o la permutazione di due cifre consecutive. Non sono invece in grado di rilevare errori più complessi, per far fronte ai quali vengono impiegati metodi più sofisticati, quali, ad esempio il Cyclic redundancy check (CRC) o le funzioni crittografiche.

## Esempi
- EAN
- IBAN
- ISBN
- ISSN
- Codice fiscale
- EINECS